# The Carters
The Carters (stilisiert als THE CARTERS) ist ein US-amerikanisches R&B-/Hip-Hop-Duo, bestehend aus dem Ehepaar Beyoncé Knowles-Carter und Jay-Z (Shawn Carter). Nach zahlreichen Kollaborationen und zwei Tourneen veröffentlichte das Duo 2018 mit Everything Is Love erstmals ein gemeinsames Album unter diesem Namen.

## Vorgeschichte
Beyoncé und Jay-Z lernten sich um 2000 kennen, als sie Teil der Girlgroup Destiny’s Child war, begannen aber erst ein Jahr später sich zu verabreden. Öffentlich wurde die Beziehung erst, als die beiden gemeinsam die MTV Video Music Awards 2004 besuchten. Im April 2008 heirateten sie in kleinem Rahmen in Jay-Zs Penthouse und Beyoncé nahm den bürgerlichen Namen ihres Ehemanns Carter als Teil eines Doppelnamens an. Die erste gemeinsame Tochter Blue Ivy kam 2012 zur Welt, die Zwillinge Sir und Rumi Carter wurden 2017 geboren.
Die erste musikalische Zusammenarbeit der Sängerin und des Rappers erfolgte auf der Single ’03 Bonnie & Clyde, die im Oktober 2002 veröffentlicht wurde und Platz fünf der Billboard Hot 100 erreichte. Im folgenden Jahr kollaborierten die beiden auf der zweifach Grammy-prämierten Beyoncé-Single Crazy in Love, die sich im Lauf der Jahre zum Klassiker entwickelte. Weitere Kollaborationen folgten 2006 unter anderem auf Beyoncés Déjà Vu und Jay-Zs Hollywood. Die 2013 erschienene Single Drunk in Love kann als Sequel zu Crazy in Love gelesen werden. 2014 ging das Musikerpaar erstmals gemeinsam auf Tournee durch Nordamerika und Frankreich. Mit Beyoncés sechstem Studioalbum Lemonade kamen 2016 Gerüchte auf, ihr Mann könnte sie betrogen haben. Auf Liedern wie Pray You Catch Me, Don’t Hurt Yourself und All Night arbeitete sie die Beziehung zu Jay-Z auf. Dieser reagierte ein Jahr später auf die Vorwürfe der Untreue und Respektlosigkeit mit seinem Album 4:44, auf dem er seine Frau öffentlich um Verzeihung bat („I apologize, our love was one for the ages and I contained us“) und sein tiefes Bedauern ausdrückte („And if my children knew, I don’t even know what I would do / If they ain’t look at me the same / I would prolly die with all the shame“).

## The Carters
Anstelle einer Trennung vertiefte das Ehepaar seine künstlerische Zusammenarbeit und kündigte für Frühling 2018 eine zweite gemeinsame Tournee (On the Run Tour II) durch Europa und Nordamerika an. Am 16. Juni – am Ende ihres fünften Konzerts in London – feierte das im Pariser Louvre aufgenommene Musikvideo zu Apeshit seine Premiere. Gleichzeitig erfolgte die Ankündigung eines Kollaborationsalbums, das ab sofort über den Streamingdienst Tidal verfügbar sei. Das erste gemeinsame Album der Carters stieg auf Platz zwei in die Billboard 200 ein und wurde ein kommerzieller und kritischer Erfolg. Die LP beinhaltet unter anderem Gastauftritte von Cool & Dre, Offset, Pharrell Williams, Quavo und Ty Dolla Sign und stellt den inoffizieller Abschluss einer Trilogie dar, die mit den Soloalben Lemonade und 4:44 ihren Anfang genommen hatte. So werden auf Everything Is Love die familiären Bezüge der Vorgängerwerke wieder aufgegriffen und mit dem Sinn einer Prozessheilung aufgearbeitet. Neben feministischen und antirassistischen Standpunkten werden sozialer Hintergrund und der Reichtum des Paares immer wieder referenziert.
Ende Dezember 2018 listete Ex-Präsident Barack Obama Apeshit als einen seiner Lieblingstitel des Jahres. Neben zahlreichen weiteren Auszeichnungen, darunter für das Musikvideo zu Apeshit, wurden The Carters für drei Grammy Awards nominiert und gewannen einen davon in der Kategorie „Best Urban Contemporary Album“.

## Diskografie

### Studioalben
| Jahr | Titel              | Höchstplatzierung, Gesamtwochen, AuszeichnungChartplatzierungen (Jahr, Titel, Platzierungen, Wochen, Auszeichnungen, Anmerkungen) | Höchstplatzierung, Gesamtwochen, AuszeichnungChartplatzierungen (Jahr, Titel, Platzierungen, Wochen, Auszeichnungen, Anmerkungen) | Höchstplatzierung, Gesamtwochen, AuszeichnungChartplatzierungen (Jahr, Titel, Platzierungen, Wochen, Auszeichnungen, Anmerkungen) | Höchstplatzierung, Gesamtwochen, AuszeichnungChartplatzierungen (Jahr, Titel, Platzierungen, Wochen, Auszeichnungen, Anmerkungen) | Höchstplatzierung, Gesamtwochen, AuszeichnungChartplatzierungen (Jahr, Titel, Platzierungen, Wochen, Auszeichnungen, Anmerkungen) | Höchstplatzierung, Gesamtwochen, AuszeichnungChartplatzierungen (Jahr, Titel, Platzierungen, Wochen, Auszeichnungen, Anmerkungen) | Anmerkungen                                             |
| Jahr | Titel              | DE | AT | CH | UK | US | R&B | Anmerkungen                                             |
| ---- | ------------------ | --- | --- | --- | --- | --- | --- | ------------------------------------------------------- |
| 2018 | Everything Is Love | DE23 (4 Wo.)DE | AT21 (2 Wo.)AT | CH5 (6 Wo.)CH | UK5 Silber · (8 Wo.)UK | US2 Gold · (20 Wo.)US | R&B1 (15 Wo.)R&B | Erstveröffentlichung: 16. Juni 2018 Verkäufe: + 620.000 |

### Singles
| Jahr | Titel Album                | Höchstplatzierung, Gesamtwochen, AuszeichnungChartplatzierungen (Jahr, Titel, Album, Platzierungen, Wochen, Auszeichnungen, Anmerkungen) | Höchstplatzierung, Gesamtwochen, AuszeichnungChartplatzierungen (Jahr, Titel, Album, Platzierungen, Wochen, Auszeichnungen, Anmerkungen) | Höchstplatzierung, Gesamtwochen, AuszeichnungChartplatzierungen (Jahr, Titel, Album, Platzierungen, Wochen, Auszeichnungen, Anmerkungen) | Höchstplatzierung, Gesamtwochen, AuszeichnungChartplatzierungen (Jahr, Titel, Album, Platzierungen, Wochen, Auszeichnungen, Anmerkungen) | Höchstplatzierung, Gesamtwochen, AuszeichnungChartplatzierungen (Jahr, Titel, Album, Platzierungen, Wochen, Auszeichnungen, Anmerkungen) | Höchstplatzierung, Gesamtwochen, AuszeichnungChartplatzierungen (Jahr, Titel, Album, Platzierungen, Wochen, Auszeichnungen, Anmerkungen) | Anmerkungen                                               |
| Jahr | Titel Album                | DE | AT | CH | UK | US | R&B | Anmerkungen                                               |
| ---- | -------------------------- | --- | --- | --- | --- | --- | --- | --------------------------------------------------------- |
| 2018 | Apeshit Everything Is Love | — | — | CH69 (5 Wo.)CH | UK33 Silber · (9 Wo.)UK | US13 Platin · (15 Wo.)US | R&B9 (15 Wo.)R&B | Erstveröffentlichung: 16. Juni 2018 Verkäufe: + 1.300.000 |
| 2018 | Boss Everything Is Love    | — | — | — | UK87 (1 Wo.)UK | US77 Gold · (2 Wo.)US | R&B38 (2 Wo.)R&B | Charteinstieg: 28. Juni 2018 Verkäufe: + 500.000          |
| 2018 | Summer Everything Is Love  | — | — | — | UK96 (1 Wo.)UK | US84 (1 Wo.)US | R&B42 (1 Wo.)R&B | Charteinstieg: 28. Juni 2018                              |
| 2018 | Nice Everything Is Love    | — | — | — | — | US95 (1 Wo.)US | R&B48 (1 Wo.)R&B | Charteinstieg: 30. Juni 2018                              |
| 2018 | Friends Everything Is Love | — | — | — | — | US99 (1 Wo.)US | — | Charteinstieg: 30. Juni 2018                              |

## Auszeichnungen für Musikverkäufe
| Goldene Schallplatte - Brasilien - 2019: für das Album Everything Is Love - Frankreich - 2023: für die Single Apeshit - Kanada - 2021: für das Album Everything Is Love - Polen - 2019: für die Single Apeshit | Platin-Schallplatte - Kanada - 2019: für die Single Apeshit |

Anmerkung: Auszeichnungen in Ländern aus den Charttabellen bzw. Chartboxen sind in ebendiesen zu finden.
| Land/RegionAuszeichnungen für Musikverkäufe (Land/Region, Auszeichnungen, Verkäufe, Quellen) | Silber  | Gold     | Platin     | Verkäufe  | Quellen             |
| -------------------------------------------------------------------------------------------- | ------- | -------- | ---------- | --------- | ------------------- |
| Brasilien (PMB)                                                                              | —       | Gold1    | —          | 20.000    | pro-musicabr.org.br |
| Frankreich (SNEP)                                                                            | —       | Gold1    | —          | 100.000   | snepmusique.com     |
| Kanada (MC)                                                                                  | —       | Gold1    | Platin1    | 120.000   | musiccanada.com     |
| Polen (ZPAV)                                                                                 | —       | Gold1    | —          | 10.000    | olis.pl             |
| Vereinigte Staaten (RIAA)                                                                    | —       | 2× Gold2 | Platin1    | 2.000.000 | riaa.com            |
| Vereinigtes Königreich (BPI)                                                                 | Silber1 | —        | —          | 260.000   | bpi.co.uk           |
| Insgesamt                                                                                    | Silber1 | 6× Gold6 | 2× Platin2 |           |                     |

## Auszeichnungen
Billboard Music Awards
- 2019: in der Kategorie „Top Rap Tour“
- 2019: in der Kategorie „Top R&B Tour“

Brit Awards
- 2019: in der Kategorie „International Group“

BET Hip Hop Awards
- 2018: in der Kategorie „Album of the Year“ (Everything Is Love)
- 2018: in der Kategorie „Song of the Year“ (Apeshit)
- 2018: in der Kategorie „Best Collaboration“ (Apeshit)

Clio Awards
- 2018: in der Kategorie „Best Music Video“ (Apeshit)

Grammy Awards
- 2019: in der Kategorie „Best Urban Contemporary Album“ (Everything Is Love)

MTV Video Music Awards
- 2018: in der Kategorie „Best Art Direction“ (Apeshit)
- 2018: in der Kategorie „Best Cinematography“ (Apeshit)